# SEAT 600

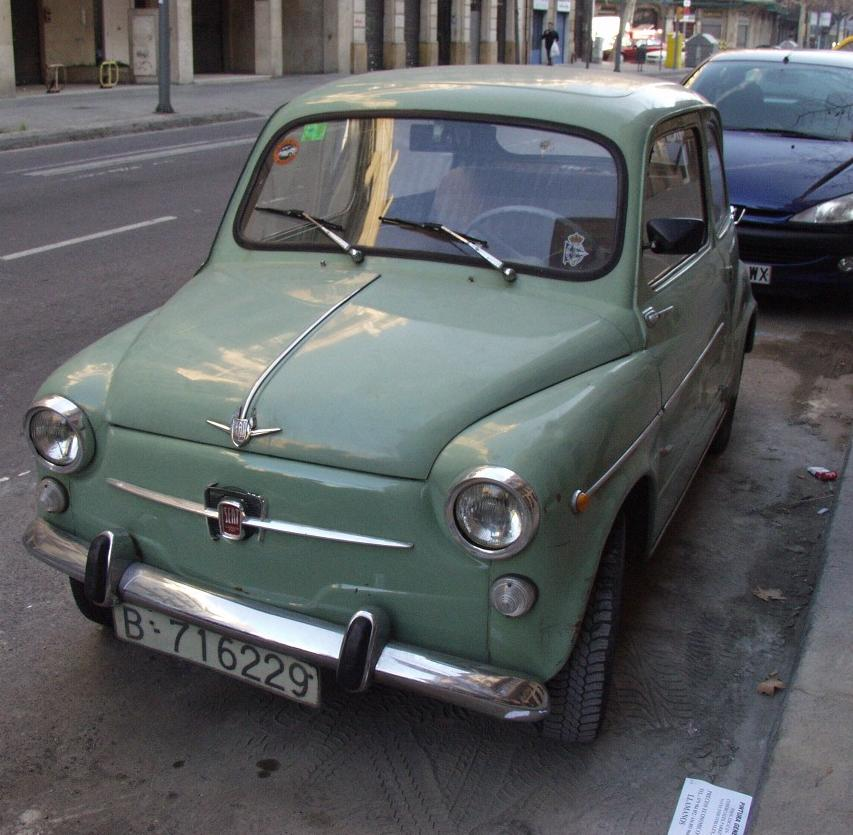
O maşină din primele serii Seat 600 D

SEAT 600 (sau Seiscientos) a fost al doilea model al fabricantului spaniol SEAT ieșit din uzina „Zona Franca” (Barcelona). Modelul, fabricat sub licență Fiat, era o versiune modificată a modelului Fiat 600. În Spania, 600 a fost fabricat în versiunile N, D, E, L Especial, 800 și alte câteva care au ridicat numărul de unități vândute la 800 000. Modelul, devenit emblematic pentru procesul de motorizare a clasei medii spaniole, a fost produs între 1957 și 1973.